# Battaglia di Sluis
La battaglia di Sluis (conosciuta in francese col nome di l'Écluse) fu uno scontro navale combattuto il 24 giugno 1340, e la prima grande battaglia della guerra dei cent'anni. In quell'occasione il re Edoardo III d'Inghilterra assunse di persona il comando della flotta (così come, successivamente, nella battaglia di L'Espagnols-sur-Mer). La sua importanza storica risiede nel fatto che causò la distruzione della maggior parte della flotta francese rendendo impossibile un'invasione dell'Inghilterra, destinando così il resto del conflitto ad essere combattuto soprattutto in Francia.

## Premesse
Allo scoppio delle ostilità la flotta francese deteneva un netto predominio sulle acque della Manica; basata a Rouen, dove disponeva di un munito arsenale, il Clos-des-Galées, poteva contare su natanti ed equipaggi normanni, monegaschi, castigliani e soprattutto genovesi, in grado di sferrare attacchi alle navi da carico inglesi sulle rotte per le Fiandre e la Guascogna, e di compiere incursioni lungo le coste meridionali dell'Inghilterra:  nel 1338 subirono attacchi Portsmouth, Walcheren, Southampton, Guernsey. L'anno successivo i vascelli francesi scorrazzarono dalla Cornovaglia al Kent, mettendo a ferro e fuoco l'isola di Wight e minacciando lo stesso estuario del Tamigi; e se i francesi potevano sostenere con aiuti via mare gli alleati scozzesi impegnati nella propria guerra per l'indipendenza, gli invii di rinforzi sul continente europeo divennero per gli inglesi via via più difficoltosi, così come le comunicazioni e i commerci di lana con le Fiandre.
Il 23 marzo 1339 Filippo VI ordinò finalmente la conquista dell'Inghilterra, e nel corso dei mesi seguenti una flotta di circa 200 navi (francesi, castigliane, genovesi) si radunò nella rada di Sluis, nell'insenatura tra le Fiandre Occidentali e la Zelanda. Mentre non si interrompevano le azioni di disturbo ai commerci e saccheggio delle coste inglesi, i preparativi per l'invasione, intesi a radunare 60 000 uomini, si svolgevano sotto il comando di Hugues Quiéret, ammiraglio, e di Nicolas Béhuchet, tesoriere del sovrano; le galee mercenarie genovesi erano guidate da Egidio Boccanegra, fratello del doge Simone.
Edoardo III affrettò i tempi per una campagna terrestre al fine di distrarre le forze francesi dal teatro navale, e con un esercito piuttosto raccogliticcio cercò, partendo dalle Fiandre nel mese di settembre, di attirare Filippo in una battaglia campale; questi non accettò tuttavia lo scontro, probabilmente consigliato ad una tattica attendista dalle notizie circa le difficoltà economiche di Edoardo, che dovette infatti ritornare a Gand dopo circa un mese di campagna, per poi precipitarsi in Inghilterra (la famiglia rimasta ostaggio dei creditori fiamminghi) in cerca di nuovi finanziamenti.
Per la fine di settembre intanto la flotta francese era pronta, e il 2 ottobre prese il mare; una violenta tempesta danneggiò tuttavia molte navi e costrinse le altre a riparare nei porti fiamminghi. Pochi giorni dopo Edoardo comparve davanti alla Camera dei comuni per sollecitare l'intervento del Parlamento a protezione delle coste inglesi; ebbe quindi inizio un processo di riorganizzazione della flotta e delle difese costiere. Al principio del 1340 la federazione dei Cinque Ports mise a disposizione 21 natanti, e 9 vennero dal Tamigi, mentre dai porti occidentali giunsero 70 navi da oltre 100 ton l'una; il Parlamento provvedeva a parte del finanziamento. Comandanti della flotta furono nominati il conte di Arundel e il conte di Huntingdon.
Poco dopo l'inizio della guerra Edoardo si trovava quindi già sulla difensiva, costretto a richiedere nuove risorse al Parlamento, ed insieme a fronteggiare una minaccia d'invasione sul suo stesso regno; accadde quindi che tentasse il tutto per tutto attaccando la flotta francese prima che l'invasione fosse inevitabile. Edoardo sbarcò alla foce dell'Orwell dalle Fiandre (dove era andato a riscattare la famiglia) il 21 febbraio. Immediatamente prese il via l'allestimento di una grande flotta, e venne ordinato che ogni nave di oltre venti ton, adeguatamente armata ed equipaggiata, fosse inviata a Sandwich, che con Southampton costituiva uno dei punti di concentramento. Edoardo giunse a Ipswich nei primi giorni di giugno: in quel momento stazionava nelle acque dell'Orwell una quarantina di navi; attorno al giorno 10 l'arcivescovo di Canterbury lo informò della presenza di una grande flotta francese a Sluis, pronta a rigettarlo in mare. Nonostante il parere contrario dell'Arcivescovo e di Robert de Morley, suo ammiraglio, Edoardo decise ugualmente la traversata e intensificò i preparativi: in dieci giorni altre navi giunsero da tutti i porti del Paese, e il 22 la flotta prese il largo.

## La battaglia
Il giorno 23 giugno verso mezzogiorno, dopo aver raccolto altre navi della flotta del Nord comandata da de Morlay, Edoardo giunse in prossimità di Blankenberge, a circa dieci miglia ad ovest della baia di Sluis. Tre cavalieri sbarcarono in esplorazione, riuscendo a discernere l'entità della flotta nemica e la sua disposizione, distinguendo anche la presenza di 19 navi d'alto bordo. La marea non era però più favorevole per un attacco, quindi gli inglesi rimasero in attesa: la sera, o durante la notte, i francesi si avvicinarono a terra portandosi verso la bocca del fiume, e l'alba vide le due flotte piuttosto vicine, ma la marea impedì agli inglesi di attaccare fino a mezzogiorno. Con una disposizione simile a quella successivamente impiegata in ambito terrestre, Edoardo mise all'avanguardia grandi navi cariche di arcieri alternate ad altre che portavano fanteria, mentre un corpo di riserva era costituito da vascelli più piccoli difesi solo da arcieri. Le navi inglesi erano disposte su due linee ed è presumibile che la prima abbia attaccato frontalmente, la seconda abbia invece intrapreso una manovra di aggiramento ai fianchi.
I francesi erano sulla difensiva: Quiéret e Béhuchet avevano schierato le loro forze su tre o quattro linee, con le navi legate l'un l'altra tramite corde e catene (le battaglie navali all'epoca erano a tutti gli effetti scontri campali su incerte posizioni galleggianti); all'avanguardia stavano tra le altre quattro grandi navi, di cui la maggiore (la Christopher, già nave ammiraglia inglese, catturata quasi due anni prima nel porto di Arnemuiden) era difesa da balestrieri genovesi. Invano, e sino all'ultimo momento, Boccanegra tentò di far comprendere ai colleghi francesi il rischio di subire un attacco entro una baia, perdendo il vantaggio dato dalla manovrabilità delle galee, di cui gli inglesi erano sprovvisti. All'alba gli inglesi si portarono al largo, con una manovra che destò nello schieramento avversario la parvenza di una ritirata, ma solo per prendere meglio il vento e la marea ed avere il sole alle spalle. Poco dopo invertirono la rotta e verso le 12 la battaglia ebbe inizio, con la Christopher che venne attaccata per prima.
La battaglia fu una lunga successione di corpo a corpo per abbordare o respingere abbordaggi, durata un giorno e una notte; ma la sconfitta francese iniziò, dopo otto ore di combattimenti, con la cattura delle grandi navi dell'avanguardia, che gettò nello sconforto la gran parte degli equipaggi. Mentre solo alcune unità ancora resistevano, le galee genovesi riuscirono col favore della notte a guadagnare il mare aperto, insieme ad alcuni vascelli leggeri francesi, conseguendo anche una vittoria simbolica con la cattura della nave che portava il guardaroba di Edoardo.
Lo scontro si concluse con la quasi totale distruzione della flotta francese. Quiéret fu ucciso (o catturato, secondo altre fonti), mentre Béhuchet si dice sia stato impiccato al pennone della nave ammiraglia inglese, la Thomas, per ordine di re Edoardo come vendetta per le atrocità commesse lungo le coste inglesi. Nessun cronista inglese riporta le perdite della propria parte, ma le presenta come relativamente lievi; un autore fiammingo riporta per i caduti inglesi il numero di quattromila, un altro di novemila. Per i francesi è tramandata dalle fonti la perdita di 25 000-30 000 uomini; se tuttavia il numero delle navi francesi perdute o catturate poteva essere stabilito con una certa sicurezza, e quindi la cifra che fornisce lo stesso Edoardo nei suoi dispacci, 190, appare affidabile, lo stesso non può dirsi riguardo alla quantificazione delle perdite umane, che sono quasi sicuramente sopravvalutate.
Dopo la battaglia Edoardo rimase sul posto con la sua nave per alcuni giorni, in un gesto tipicamente cavalleresco di possesso del campo di battaglia quale elemento di incontestabile vittoria. Grandi furono i festeggiamenti, secondo Froissart, e tale lo strepito di tamburi, trombe, corni ed altri strumenti che «un tuono non avrebbe sentito il richiamo di Dio». Dopo sbarcati, Edoardo e il suo seguito si diressero verso Gand, dove ad attenderlo trovò la regina e il neonato Giovanni Plantageneto; solo il giorno 28 fu inviato in patria un messaggio ufficiale, sebbene già il giorno dopo la battaglia fossero giunte voci della grande vittoria.

## Conseguenze
Per quanto la battaglia non avesse consegnato all'Inghilterra il predominio sui mari (appena due anni dopo, Plymouth fu saccheggiata per la seconda volta), allontanò comunque definitivamente la minaccia di un'invasione dell'isola, e mise l'iniziativa della guerra nelle mani di Edoardo; l'accresciuto prestigio fruttò a quest'ultimo anche un nuovo patto di alleanza con il Ducato di Brabante, la Contea di Hainaut e la Contea delle Fiandre.